# 于尔根·海因施
于尔根·海因施（德語：Jürgen Heinsch，1940年7月4日—2022年7月14日），德国男子足球运动员，司职守门员。他曾代表德国联队参加1964年夏季奥林匹克运动会足球比赛，获得一枚铜牌。